# ソリガメ
ソリガメ（橇亀、学名：Chersina angulata）は、リクガメ科ソリガメ属に分類されるカメ。本種のみでソリガメ属を形成する。

## 分布
南アフリカ共和国南部から南西部固有種

## 形態
最大甲長30cmだがこの個体の性別は不明。オスの最大甲長は27.2cm。メスよりもオスの方が大型になり、メスは最大でも21.6cm。背甲はドーム状に盛りあがり、上から見ると細長い。縁甲板は鋸状にならず滑らかで、やや反り上がる。左右の第12縁甲板は癒合する。肋甲板や椎甲板の色彩は孵化直後からある甲板（初生甲板）が暗褐色で、その周囲が黄褐色、甲板の外縁が暗褐色に縁取られる。縁甲板の色彩は黄褐色で、甲板ごとに1つずつ三角形の暗色斑が入る。しかし老齢個体では背甲が暗褐色一色になったり、椎甲板や肋甲板の初生甲板を除いて黄褐色になる個体もいる。左右の喉甲板は癒合し、骨甲板も含めて前方に突出する。種小名angulataは「角のある、角張った」の意で、突出した喉甲板に由来し英名（angulated）と同義。和名は喉甲板がソリのように見えることが由来。また英名bowsprit（バウスプリット）も突出した喉甲板に由来する。
頭部は小型。頭部の色彩は黄褐色で、頭頂部は黒や暗褐色。四肢は頑丈で、指趾には発達した爪が生える。
卵は長径3.4-4.3cm、短径2.4-5.3cmで白く硬い殻で覆われる。幼体の背甲は上から見ると円形だが、成長に伴い細長くなる。
オスは背甲がより細長く、喉甲板の突出が顕著。またオスは尾が太くて長い。

## 分類
核DNAおよびミトコンドリアDNAの塩基配列解析による分子系統学の研究では、同じアフリカ大陸に分布するヒョウモンガメ属、ヒラセリクガメ属、ヤブガメ属に近縁で単系統群を形成すると考えられている。

## 生態
標高900m以下の森林や半砂漠地帯などに生息する。昼行性。周年活動するが、冬季に気温の低い日には落ち葉の下などで活動せずに過ごす。
食性は植物食で、主に草を食べるが陸棲の貝類を食べることもある。
繁殖形態は卵生。オスは繁殖期になると互いに体当たりをしたり、突出した喉甲板で相手をひっくり返して争う。オスはメスを追いかけ後肢や尾に噛みつき交尾を迫る。1回に1個（2個産むこともある）の卵を産む。卵は180日以上、時に12-14か月かけて孵化する（飼育下では94-198日で孵化した例がある）。

## 人間との関係
開発による生息地の破壊、野火、ペット用の採集（密猟）などにより生息数は減少している。しかし生息地の大部分が自然保護区に指定されているため、絶滅の危険性は低いと考えられている。
ペットとして輸入されることもあり、日本にも輸入されている。流通はまれ。飼育下では人工飼料にも餌付く。